# Attacus

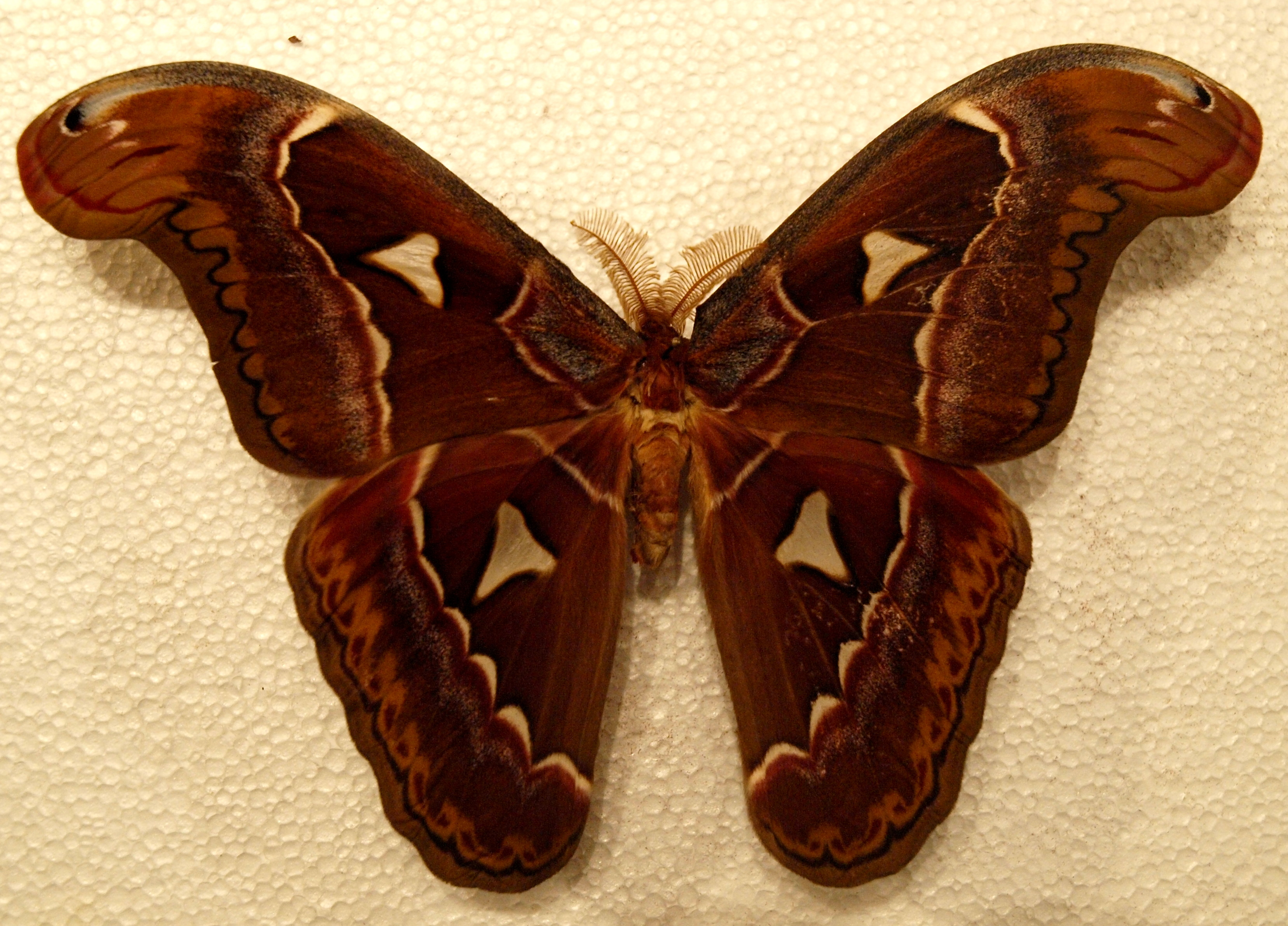
Attacus dohertyi macho en Timor

Attacus es un género de polillas en la familia Saturniidae. El género fue erigido por Carl Linnaeus en su 12.ª edición de Systema Naturae, 1767.
El género contiene la mariposa Atlas (Attacus atlas) y Attacus caesar, entre las polillas más grandes conocidas (en términos de envergadura), aunque diferentes fuentes tratan a una u otra como más grande que la otra. Tienen gran parecido con especies del género Archaeoattacus.

## Especies
El género está restringido a la región de Australasia y comprende 14 especies, de las cuales 11 son endémicas insulares:
- Attacus atlas (Linnaeus, 1758) (Región oriental) – Mariposa atlas
- Attacus aurantiacus W. Rothschild, 1895 (islas Kai)
- Attacus caesar Maassen, 1873 (Filipinas)
- Attacus crameri C. Felder, 1861 (Buru, Seram, Ambon)
- Attacus dohertyi W. Rothschild, 1895 (Sumba, Timor, Roma y Damar)
- Attacus erebus Fruhstorfer, 1904 (Sulawesi)
- Attacus inopinatus Jurriaanse & Lindemans, 1920 (Sumbawa, Flores)
- Attacus intermedius Jurriaanse & Lindemans, 1920 (archipiélago de Tanimbar, archipiélago de Babar)
- Attacus lemairei Peigler, 1985 (Palawan)
- Attacus lorquinii C. & R. Felder, 1861 (Filipinas)
- Attacus mcmulleni Watson, 1914 (Andamán)
- Attacus paraliae Peigler, 1985 (archipiélago de Banggai, archipiélago de Sula)
- Attacus paukstadtorum Brechlin, 2010 (Lombok)
- Attacus philippina Bouvier, 1930 (Filipinas)
- Attacus selayarensis Naumann & Peigler, 2010 (Selayar)
- Attacus siriae Brechlin & van Schayck, 2016 (Buru)
- Attacus suparmani U. & L. Paukstadt, 2002 (Alor)
- Attacus taprobanis Moore, 1882 (Sri Lanka, suroeste de la India)
- Attacus wardi W. Rothschild, 1910 (norte de Australia)